# Mephritus destitutus
Mephritus destitutus là một loài bọ cánh cứng trong họ Cerambycidae.